# Nationaal Bureau voor Vrouwenarbeid
Het Nationaal Bureau voor Vrouwenarbeid was het uitvoerend orgaan van de Nationale Vereniging voor Vrouwenarbeid en werd in 1901 opgericht met als doel "het verkennen, verruimen en verbeteren van het arbeidsterrein van de Nederlandse vrouw". Aan het einde van de 19e eeuw waren vrouwen tot de arbeidsmarkt toegetreden en het NBV verzamelde informatie over de arbeidsmogelijkheden voor jonge vrouwen en meisjes, om deze te distribueren. Op deze wijze droeg het NBV bij aan wat wij nu vrouwenemancipatie noemen.
Het gevolg van het toenemend aantal werkende vrouwen leidde tot onderwaardering voor huisvrouwen als beroepsgroep. Op 17 december 1912 richtten Anna Polak, directrice van het NBV, en Marie Heinen, adjunct-directrice, de Nederlandse Vereniging van Huisvrouwen op, om de belangen van deze grote 'vergeten' groep te behartigen.
Toen in 1949 de Vereniging fuseerde met de Nederlandse Vereniging voor Vrouwenbelangen en Gelijk Staatsburgerschap (opgericht in 1894 als Vereeniging voor Vrouwenkiesrecht) tot de Nederlandse Vereniging voor Vrouwenbelangen, Vrouwenarbeid en Gelijk Staatsburgerschap, werd het al snel daarna opgeheven.

## Directrices
- 1901-1908: Marie Jungius
- 1908-1909: Magdalena Elisabeth IJzenhoed-Grevelink
- 1909-1936: Anna Polak
- 1936-1949: Marie Heinen
- 1949-1951: E.A. van Veen

## voetnoten en referenties
1. ↑  Beschrijving archief NBV[dode link]